# تاكايوكي موراكامي
تاكايوكي موراكامي (باليابانية: 村上隆行؛ بالكانا: むらかみ たかゆき) هو لاعب كرة قاعدة ياباني، ولد في 26 أغسطس 1965 في أوموتا في اليابان.

## روابط خارجية
- تاكايوكي موراكامي على موقع الدوري الياباني لكرة القاعدة (الإنجليزية)
- تاكايوكي موراكامي على موقعبيزبول رفرنس.كوم (الدوري الثانوي) (الإنجليزية)